# Schwedische Badmintonmeisterschaft 1968
Die Schwedische Badmintonmeisterschaft 1968 fand in Malmö statt. Es war die 32. Austragung der nationalen Titelkämpfe im Badminton in Schweden.

## Titelträger
| Disziplin    | Sieger                               |
| ------------ | ------------------------------------ |
| Herreneinzel | Sture Johnsson Hisingen              |
| Dameneinzel  | Eva Twedberg MAI                     |
| Herrendoppel | Rolf Hansson Gert Nordqvist BMK Aura |
| Damendoppel  | Berit Ek Eva Twedberg MAI            |
| Mixed        | Göran Wahlqvist Eva Twedberg MAI     |